# Philothermus seminiger
Philothermus seminiger là một loài bọ cánh cứng trong họ Cerylonidae. Loài này được Grouvelle miêu tả khoa học năm 1906.